# نصیرآباد (اسلام‌شهر)
نقشهٔ  نصیرآباد
نصیرآباد، روستایی از توابع بخش چهاردانگه شهرستان اسلامشهر در استان تهران است.

## جمعیت
این روستا در دهستان فیروزبهرام قرار دارد و براساس سرشماری مرکز آمار ایران در سال ۱۳۸۵، جمعیت آن زیر سه خانوار بوده‌است.